# Апији
Апији (фр. Appilly) насеље је и општина у североисточној Француској у региону Пикардија, у департману Оаза која припада префектури Компјењ.
По подацима из 2011. године у општини је живело 519 становника, а густина насељености је износила 113,57 становника/km². Општина се простире на површини од 4,57 km². Налази се на средњој надморској висини од 45 метара (максималној 59 m, а минималној 36 m).

## Демографија
| 1962. | 1968. | 1975. | 1982. | 1990. | 1999. | 2011. |
| ----- | ----- | ----- | ----- | ----- | ----- | ----- |
| 397   | 417   | 582   | 516   | 515   | 503   | 519   |

График промене броја становника у току последњих година